# Вигаданий всесвіт Гаррі Поттера
Вигаданий усесвіт серії фантастичних романів про Гаррі Поттера британської письменниці Джоан Роулінг складається з двох різних суспільств: світу чарівників і світу маґлів. У романах світ маґлів — це світ, населений немагічною більшістю, з якою чаклунський світ існує разом, хоча здебільшого залишається прихованим від немагічних людей. Сюжет розгортається у Британії 1990-х років, але в завуальованому та окремому тіньовому суспільстві, де магія широко використовується та практикується, а ті, хто вміє її використовувати, живуть у самоті, приховуючи свої здібності від решти світу. Термін «чарівний світ» відноситься до глобальної спільноти чарівників, яка живе приховано паралельно зі світом маґлів; різні терміни стосуються різних спільнот в межах однієї території, а не окремих планет чи світів. Будь-які нові твори, що відбуваються у цьому всесвіті, випускаються під брендом «Чарівний світ Дж. К. Роулінг».

## Основи
Уся серія про Гаррі Поттера розгортається з 1991 по 1998 рік, за винятком початкового розділу першої книги, дія якого відбудеться 1 листопада 1981 року, та епілогу сьомої книги, дія якого відбудеться 1 вересня 2017 року. Хронологія Гаррі Поттера, спогади та флеш-форварди зображують 1920-ті, 1930-ті, 1940-ті, 1970-ті, 1980-ті, 2010-ті та 2020-ті роки. Зображення чарівного світу зосереджено на магії, яка не лише наповнює такі предмети, як чарівні палички, але зображується як вроджена здатність. Він також зосереджений на відокремленні чарівного світу від нечарівного (маґлівського) світу. Незважаючи на те, що магія є вродженим талантом, вона відточується в майстерність шляхом вивчення різних галузей магії та практичної підготовки.
Багато зусиль витрачається на те, щоб маґли не знали про магію. Спочатку два світи співіснували; однак переслідування тих, хто володіє магією протягом століть, вимагало законів, спрямованих на те, щоб існування чарівного світу було приховано від маґлів. Першим і найважливішим статутом є Міжнародний статут про чарівну таємницю 1692 року. Зачарування маґлівських артефактів заборонено, неповнолітнім чарівникам забороняється використовувати магію поза школою, а будь-яке навмисне розкриття магічних здібностей громаді маґлів карається. Однак допускається використання магії в присутності маґла у випадку небезпечної для життя ситуації (для чарівника чи маґла). Ці закони контролюються Міністерством магії та спеціальним підрозділом цього органу, Облівіаторами, має завдання переконатися, що маґли, які бачили магію в дії, не залишаться без «незручних» спогадів. Винятки із закону про таємницю включають родичів маґлів та високопоставлених політичних лідерів чарівників; Прем'єр-міністр Великої Британії, наприклад, контактує з міністром магії.
Як видно з першого розділу « Філософського каменю» , радість і ейфорія від першого падіння Волдеморта в 1981 році призвели до того, що ці правила на мить проігнорували, і чарівники безпідставно піддалися маґлам, які були дуже спантеличені.
Деякі аспекти чарівного світу зображуються як несучасні порівняно зі світом маґлів, іноді навіть старомодні чи химерні. Технологічний розвиток чаклунського світу значно відстає від маґлівського аналога — наприклад, свічки використовуються для освітлення замість електричних або газових лампочок/трубок — а сови використовуються для надсилання повідомлень замість телефонних дзвінків чи електронних листів. Незважаючи на повільність сов порівняно з більш сучасними методами, їх можна надіслати для доставки повідомлення, при цьому відправнику не потрібно знати точне місцезнаходження або номер телефону одержувача.
Однак існує велика кількість технологічно складних пристроїв, і більшість із них існують у світі маґлів. З певної точки зору можна побачити, що магія та електрика є еквівалентами одне одного у своїх світах. Однак електронне обладнання, як правило, не працює в місцях, повних магії, таких як Хогвартс, а пристрої маґлів, якими користуються чарівники (такі як фотоапарати та радіо), можна змусити працювати за допомогою магії замість електрики. Однак такі приклади рідкісні; чарівники рідко використовують маґлівську технологію, і вони не дуже зацікавлені в цьому, навіть якщо така технологія може значно полегшити їм життя. Чистокровні чарівники збентежені тим, як працює маґлівська технологія, і більшість не зацікавлені в тому, щоб її зрозуміти (за винятком окремих випадків, як-от любитель маґлів Артур Візлі, чиє найдорожче прагнення — «дізнатися, як літак тримається»). «маґлознавство» — це предмет, який пропонується в Гоґвортсі для зацікавлених студентів. Кілька разів Гаррі Поттеру доручають пояснити роботу звичайних маґлівських технологій, наприклад, пояснити, що таке калоші Артуру у «Таємній кімнаті».
Чарівний світ також не прийняв сучасних маґлівських способів збору та передачі інформації. Наприклад, замість ручок/олівців, паперу та електронного обладнання, наприклад комп'ютерів, учні Гоґвортсу використовують змочені чорнилом пера та пергамент, щоб робити нотатки, виконувати домашнє завдання та писати повідомлення. Чарівні гроші теж старомодні; британські чарівники та відьми використовують свою фінансову систему з 17 срібних монет на золотий галеон і 29 бронзових кнутів на монету(і використовували лише монети, на відміну від паперових купюр).
У чарівному світі є принаймні один потяг — Гоґвортс-Експрес, який тягне паровоз. Радіо є, але телебачення не показують. Чарівні мітли виробляються масово, регулярно з'являються нові моделі, схожі на маґлівські машини. З іншого боку, чарівні палички виготовляються вручну вмілими майстрами, кожна окрема паличка потребує тривалої та кропіткої праці. Друк виконується механічними друкарськими машинами, а не магічними (принаймні так виготовляється Quibbler).
Багато аспектів британського чарівного світу мають еквіваленти маґлів. Наприклад, після досягнення сімнадцяти років чарівники можуть отримати ліцензію на появу та зникання, тоді як маґли можуть навчитися та отримати ліцензію на керування автомобілями. У п'ятий і сьомий курси Гоґвортсу, або що б було маґлівської середньої школи, проводять ЗНО. Деякі аспекти маґлівської поп-культури також віддзеркалюються у світі чарівників, наприклад, рок-музика, плакати та таблоїди. Кілька молодих чарівників усім серцем сприймають маґлівську культуру: у підлітковому віці Сіріус Блек заповнив свою кімнату фотографіями маґлівських пін-ап дівчат, мотоциклів і рок-гуртів, які бунтують проти своїх упереджених батьків, які ненавидять маґлів. Музика маґлів звучить в екранізації «Гаррі Поттера і Ордену Фенікса» — на фоні вітальні Ґрифіндора лунає музика The Ordinary Boys.
Чарівникам і відьмам, які є маґлонародженими чи напівкровками (змішаного магічного та маґлівського походження), легше, або навіть звично, інтегруватися в маґлівське суспільство та сприймати маґлівські тенденції, оскільки вони схильні до маґлівського життя. Студент Ґрифіндору Дін Томас часто згадує про прикрашання його частини гуртожитку плакатами футбольного клубу Вест Гем Юнайтед. Альбус Дамблдор висловив інтерес до маґлівських в'язань і гри в боулінг.

## Географія
У всесвіті Гаррі Поттера немає окремої «чарівної країни»; чаклунський світ не тільки співіснує поряд зі світом маґлів, але й є вбудованим у нього. Лише одне поселення в Британії, село Гоґсмід, є домом для цілком магічного населення. Переважна більшість локацій відьом і чарівників інтегрована в ширшу немагічну територію. Чарівники часто живуть невеликими громадами з кількох сімей у маґлівських селах, таких як Ґодрикова Долина у Західній Країні (дім Дамблдорів і Поттерів) або Тінворт у Корнуоллі. Чарівні родини Візлі , Діґорі, Лавгуд і Фосет живуть поблизу маґлівського села Оттері-Сент-Кетчпол у Девоні. Багато чарівних будинків у книгах про Гаррі Поттера зображено на околицях міст, зазвичай ізольованих від більшої частини міста.
Подібним чином головна вулиця чарівників Діагон-Алея розташована в центрі Лондона, недалеко від Чарінг-Крос-роуд. Поїзд під назвою Хогвартс Експрес відправляється зі справжньої станції Кінгс-Кросс, хоча й з платформи 9¾. Ці локації приховані комбінацією чар, що відлякують маґлів, ілюзій та інших магічних засобів захисту. Багато чарівних місць, як-от острів Дрір біля узбережжя Шотландії, стадіон Кубка світу з квідичу та чарівна в'язниця Азкабан, стають «непридатними для нанесення», або їх неможливо знайти на карті. Це додатково пояснюється природною схильністю людей, які не займаються магією, ігнорувати все, що вони не можуть пояснити чи зрозуміти. Замок Гоґвортс здається покинутими руїнами будь-якому маґлу, який можна побачити досить близько. Незважаючи на те, що чарівне суспільство живе здебільшого безпосередньо поруч із маґлами, взаємодія між двома спільнотами фактично відсутня відтоді, як у 1692 році було введено Міжнародний статут про чарівну таємницю. Мало чарівників знають про основну культуру маґлів (наприклад, більшість чарівників знають). не розуміють звичаї маґлівського одягу). У дивних випадках, коли чарівнику чи відьмі може знадобитися одягнутися в маґлівський одяг, результат зазвичай комічний. Хоча серіал розгортається у Великій Британії, є докази того, що світ чарівників є по всій земній кулі. Це показано в Гаррі Поттер і кубок вогню, коли в ньому описується багато людей на Кубку світу з квідичу, які розмовляють іноземними мовами. Кількість ірландських чарівників, які працюють у Міністерстві та відвідують Гоґвортс, а також представники різних національностей, які відвідують Бобатон і Дурмстранг, свідчать про те, що кордони чарівного світу відрізняються від геополітичного поділу світу маґлів. Однак у таких країнах, як Болгарія та Ірландія, є національні команди, які представляють їх на Кубку світу з квідичу, хоча маґли цих країн навіть не підозрюють, що змагання відбуваються.
У «Гаррі Поттері та в'язні Азкабану» також припускають, що чарівники відіграли певну роль в історії Стародавнього Єгипту і, можливо, стоять за багатьма історичними чудесами сучасного світу, такими як єгипетські піраміди та гробниці.

## Тварини і рослини
Чарівний світ є домом для багатьох магічних істот і рослин, деякі з яких знайомі з фольклору та міфів. Гіганти, дракони, єдинороги, боггарти та гобліни відіграють роль у серіалі, тоді як багато рослин, які давно вважалися такими, що мають магічні властивості, такі як корінь мандрагори, аконіт, асфодель і полин, також з'являються. В оповіданнях ці істоти та їхні магічні здібності реальні, але були приховані століттями від немагічного світу зусиллями чарівників, до того моменту, коли вони зникли у фольклорі. У Хогвартсі дозволені деякі види домашніх тварин: коти, сови, щури, жаби. Джоан Роулінг написала додаткову книгу про магічних істот, яка доповнює основні романи про Гаррі Поттера, під назвою «Фантастичні звірі та де їх шукати».

### Закони щодо магічних істот
І в книзі «Фантастичні звірі та де їх шукати» , і в однойменному фільмі часто згадуються закони, що керують магічними істотами. Як і будь-які закони, вони змінюються з часом і залежать від країни.
У книзі «Фантастичні звірі» є три чіткі визначення всіх магічних істот: «Звірі», «Істоти» та «Духи» (духи, що належать до привидів), які були визначені в 1811 році британським міністром магії. «Істоти» визначаються як «будь-які істоти, які мають достатній розум, щоб зрозуміти закони магічної спільноти та нести частину відповідальності за формування цих законів».
Були створені закони щодо управління магічними істотами, головним чином з метою їхнього захисту, а також для захисту чарівників від небезпечних істот, регулювання права власності на певні істоти, а також для того, щоб приховати їх від світу маґлів. У фільмі «Фантастичні звірі та де їх шукати» політичний клімат спільноти чарівників того часу передбачав повну заборону на володіння всіма магічними істотами.

## Чистота крові
Тривала розлука між чарівним і маґлівським світами у всесвіті Гаррі Поттера спонукала багатьох чарівників до того, щоб тримати їх окремо. Чарівники чистого маґлівського походження вважаються такими, що не заслуговують на довіру, дурними або, у крайньому випадку, расово нижчими. Такі екстремісти сприймають поширену практику одруження чарівників із маґлами як змішання порід, і натомість вони виступають за збереження так званої «чистоти крові». Це було частиною ідеології Лорда Волдеморта, і родина Блек відрікалася від усіх, хто виходив заміж за маґла чи напівкровку. Однак у Гаррі Поттер і Таємна кімната Гегрід і Рон обидва стверджують, що ймовірно не існує такого фактора, як «чистота крові», і всі чарівники (за умови достатнього дослідження) ймовірно знайдуть у своїй сімейній історії шлюби з маґлами.

### Чистокровний
«Чистокровні» — це термін, що застосовується до чарівників і відьом, у яких взагалі немає маґлівської крові, маґлонароджених чи напівкровок. Вони є найрідкіснішими з трьох статусів крові, при цьому Дж. К. Роулінг стверджує, що десять відсотків спільноти чарівників складається з чистокровних. Хоча технічно чистокровні не мають маґлівських предків, невелика популяція чарівників означає, що «справжні» чистокровні рідко зустрічаються, дехто просто ігнорує або відмовляється від небагатьох маґлів у своїй родині.  Виявлені чистокровні родини включають Блеків, Краучів, Фаджів, Гонтів (хоча ця лінія вимерла до початку Філософського каменю), Лестранджи, Лонгботоми, Мелфої та Візлі (але в останньому поколінні були напівкровні члени). Щоб зберегти чистоту крові, деякі сім'ї супремасистів, як відомо, інбридують у власні сім'ї, одружуючись на своїх двоюрідних сестрах, що іноді призводить до психічної нестабільності та жорстокого характеру. До шостої книги родина Гонтів продемонструвала обидві тенденції.
Прихильники чистокровних переваг вважають, що чистота крові є показником магічних здібностей чарівника — незважаючи на приклади досвідчених маґлонароджених відьом і чарівників, таких як Герміона Ґрейнджер і Лілі Поттер; і менш вправні чистокровні, такі як Невіл Лонгботом (чиї навички розвинулися в Смертельних реліквіях завдяки його героїзму). Супремасисти застосовують термін «зрадник крові» до чистокровних, які одружуються і народжують дітей з нечистокровними.
Майже всі чистокровні чарівники та відьми, описані в книгах про Гаррі Поттера, є супремасистами, хоча деякі з них не виступають за перевагу предків; Поттери, Візлі та Лонгботоми — старі чистокровні родини, але жоден із відомих членів цих сімей не прихильно ставиться до супремасистських цілей.  Родина Блеків, традиційно чистокровних прихильників переваги, також, здається, породила одну чи дві такі «чорні вівці» в кожному поколінні, а саме Сіріуса та Андромеду (сестру Белатриси та Нарцисси, яка вийшла заміж за маґла народився Тед Тонкс).
Кілька чарівників взагалі ставлять під сумнів поняття чистоти крові. У своїй копії "Оповідей барда Бідла " (пізніше заповіданої Герміоні Ґрейнджер) Дамблдор зазначив, що, на його думку, розхвалена чистота крові не існує і є лише вигадкою, яка підтримується обманом чаклунів-супремасистів.

### Напівкровка
«Напівкровка» — це термін, що застосовується до чарівників і відьом, які мають як магічних, так і маґлівських предків у своїх родовідних деревах. Вони мають найпоширеніший статус крові, значно переважаючи чистокровних і маґлонароджених. Роулінг заявила, що п'ятдесят відсотків учнів Гоґвортсу становлять напівкровки. Чистокровні супремасисти вважають напівкровок нижчими за них, хоча й вищими за маґлів та маґлонароджених. Сім'я Мелфоїв, сім'я заможних чарівників, які зневажали маґлів, намагалися зберегти чистоту крові, але вважали прийнятним одружуватися з напівкровками, якщо не вистачало чистокровних.
Волдеморт — напівкровка, і його найбільш охоронювана таємниця, яку знають небагато чарівників, полягає в тому, що його батьком був Том Реддл, маґл. Северус Снейп також є напівкровкою (він дав собі прізвисько «Напівкровний принц»), оскільки його батько Тобіас Снейп був маґлом. Сам Гаррі є напівкровкою, оскільки його чистокровний батько, Джеймс, одружився з маґлонародженою відьмою на ім'я Лілі, а його дідусь і бабуся по материнській лінії були маґлами.

### маґлонароджений
«маґлонароджені» — це термін, що застосовується до чарівників і відьом, чиї батьки є маґлами. Роулінг заявила, що вони є другим за поширеністю з трьох статусів крові чарівників, нараховуючи близько 25 відсотків спільноти чарівників. Часто вважають, що вони походять від сквібів, які одружилися з маґлами, і сплячий магічний ген може відродитися через пару поколінь. Мати Гаррі Поттера, Лілі Еванс, і його найкраща подруга, Герміона Грейнджер, були маґлонародженими. У той час як діти чаклунських сімей отримують листа про прийняття в Гоґвортс через сову, працівник Гоґвортсу зазвичай особисто вручає лист маґлонародженим, щоб зустрітися з їхніми батьками-маґлами та пояснити.
Супремасисти зазвичай вважають, що маґлонароджені мають магічні недоліки, незважаючи на протилежні приклади, такі як Герміона та Лілі, які надзвичайно вправні у своїх здібностях.
Чистокровні супремасисти називають маґлонароджених образливим принизливим терміном «бруднокровка». Геґрід був шокований, дізнавшись, що Драко Мелфой вимовив цей термін Герміоні, щоб образити та спровокувати її, оскільки образливі слова ніколи не використовуються в належних розмовах. Герміона, після того, як її катувала Беллатриса Лестранж через стан її крові, вирішила відновити використання терміна «грязнокровка» з гордістю замість сорому, намагаючись зняти його значення як образи.
Під час правління Волдеморта маґлонароджені за законом повинні були реєструватися в Комісії з реєстрації маґлонароджених, очолюваній Долорес Амбридж. Протягом цього часу Департамент таємниць стверджував, що маґлонароджені набули своїх магічних здібностей, викравши магію та чарівні палички у «справжніх» чарівників. Інші чарівники та відьми відкидали цю ідею, наприклад Рон Візлі, ставлячи під сумнів, як можна вкрасти магію, і якби ви могли вкрасти магію, то сквибів не існувало б. Після падіння Волдеморта Долорес Амбридж ув'язнено в Азкабані, а решта членів комісії або ув'язнено, або стали втікачами.

### Сквіби
«Сквіб» — це термін, який застосовують до дитини, яка народилася від батьків-чарівників, але яка не розвинула магічних здібностей. Їх вважають протилежністю маґлонароджених чарівників і відьом.  Народження сквібів трапляється рідко: єдиними сквібами, про яких згадується в книгах, є Аргус Філч, Арабелла Фігг і троюрідний брат Моллі Візлі, який став бухгалтером. Міністерство не вимагає від них реєстрації у складі громади.  Сквіби діляться деякими речами з чарівниками, і вони знають і розуміють чарівний світ. Вони також можуть бачити Хогвартс і Дементорів, чого не можуть звичайні маґли. Однак, за словами тітки Рона Мюріель, за звичаєм сквибів краще було б відправляти до маґлівських шкіл і заохочувати їх інтегруватися у світ маґлів, що «набагато добріше», ніж тримати їх у чарівному світі, де вони завжди будуть «другосортним». На відміну від того, що більшість чарівницького світу сприймає і навіть поважає маґлів і маґлонароджених чарівників і відьом, часто вважається соромним мати сквиба в сім'ї. Невілл якось сказав, що спочатку його сім'я вважала його сквібом, доки його двоюрідний дядько Алгі не викинув його з вікна другого поверху, і Невілл відскочив на дорогу. Сестра Альбуса Дамблдора Аріана, обскуріал, помилково вважалася Сквібом.

### Змішані види
Деякі чарівники є продуктом союзу між людьми та магічними створіннями з більш-менш людським розумом, як-от Флер Делакур та її сестра Габріель (обидві чверть вейли), професор Флитвік (чверть гобліна), мадам Максим і Геґрід (обидва) напіввелетні). Упереджені чарівники (такі як Амбридж) часто використовують образливий термін «напівкровка» для позначення чарівників і перевертнів змішаних видів, таких як Ремус Люпин і Фенрір Грейбек, або інших істот, таких як ельфи-домовики, русали та кентаври (які є окремими видами). Кентаври в серіалі вважають за краще існувати між собою, мало взаємодіючи з людьми.

## Уряд і політика
Основна стаття: Міністерство магії
Дивіться також: Політика Гаррі Поттера
Міністерство магії є урядом магічної спільноти Британії. Вперше уряд згадується в «Гаррі Поттер і філософський камінь». Міністр магії, Корнеліус Фадж, є першим міністром, який з'явився в «Гаррі Поттер і Таємна кімната». Саме міністерство не показують до Гаррі Поттера і Ордена Фенікса. У міру того, як книжки просуваються, Міністерство стає більш корумпованим і сліпим до подій у світі Чарівників, досягнувши найнижчої позначки корупції під час повстання Волдеморта.
До відомих міністрів магії належать Міллісент Беґнольд (до початку книг), Корнеліус Фадж, Руфус Скрімджер, Піус Тікнесс (під закляттям Імперіус, опосередковано контрольований Лордом Волдемортом), Кінгслі Шеклболт (спочатку тимчасово, але пізніше, як відомо, назавжди) та Герміона Грейнджер.

## Відносини

### До світу маґлів
Маґли здебільшого не звертають уваги на чарівний світ. Маги вважають цю ситуацію кращою ніж під час офіційного співіснування, верховенство чарівників (захищають деякі чистокровні супремасисти). Більшість речей магічної природи приховані або іншим чином приховані від маґлів; інші, такі як дементори, невидимі для них, хоча вони відчувають таку саму депресію та відчуття явної темряви та відчаю, перебуваючи поблизу дементора. Коментують, що маґли зазвичай відкидають усе, що не можуть пояснити. Подібним чином для багатьох магів багато функціональних аспектів світу маґлів рідко є таємничими. Спроби чарівників і відьом замаскуватися під маґлів, коли їм доводиться виходити на «звичайні» вулиці, часто мають жартівливі результати. Коли магію бачать у світі маґлів, Міністерству магії часто доручають прибрати. Неправильно та кумедно магами вимовляються поширені маґлівські терміни, такі як «телефон», «ескалатор», «сантехнік», «вогнепальна зброя», «поліцейський» або «електрика», як «фелітон», «ескапатор», «пумбл». Артур Візлі відомий тим, що захоплюється світом маґліві має величезну колекцію предметів маґлів.
маґлознавство — це варіант навчання в Гоґвортсі. Однак якщо деякі професії вимагають її вивчення, то для інших її часто вважають «м'яким варіантом». Герміона здивувала Гаррі, пройшовши курс, адже її батьки — маґли. Вона пояснила, що, на її думку, було б «захоплююче» вивчати маґлів з точки зору чарівників.
Єдині описані офіційні стосунки з маґлівським світом — між міністром магії та маґлівським прем'єр-міністром. У «Гаррі Поттері та Напівкровному принці» виявляється, що міністр магії приватно представляється кожному новому прем'єр-міністру та інформує його про важливі справи чарівного світу. У кабінеті прем'єр-міністра є чарівна картина, яка сповіщає його про такі візити, і камін, підключений до мережі летючих камінів, за допомогою якого міністр магії подорожує на Даунінг-стріт, 10. Міністр магії Корнеліус Фадж повідомив прем'єр-міністра про втечу Сіріуса Блека. Фадж також повідомив прем'єр-міністру, що кілька проблем, з якими він зіткнувся, пов'язані з війною проти Волдеморта і що новий секретар прем'єр-міністра Кінгслі Шеклболт був аврором. Фадж ставиться до прем'єр-міністра маґлів з поблажливістю, а прем'єр-міністр маґлів часто розчаровується міністром магії.
Точна міра, до якої зберігається секретність та ізоляція чарівного світу, різна. Багато згадується про те, що Міністерство магії виконує чари пам'яті, щоб зберегти таємницю; однак деякі маґли мають необхідні взаємодії зі світом чарівників. Батьки Герміони — маґли, але їх бачили на Алеї Діагон. Вони цілком усвідомлюють, що магія існує, але вони заборонили Герміоні використовувати магію, щоб виправити зуби (як стоматологи, вони вважали це обманом). Дурслі також знають про Чарівний світ; Петунія Дурсль вказує, що вона дізналася про це, коли її сестра Лілі, був прийнятий до Гоґвортсу. Вона поділилася цією інформацією зі своїм чоловіком, який показав, що зневажливо ставиться до чарівного світу ще до того, як Гаррі з'явиться на їх порозі. Немає жодних ознак того, що Дадлі знав про це, доки Гаррі не розповіли про Гоґвортс.
Поряд із родинами маґлонароджених чарівників існують змішані шлюби. Шеймус Фінніган повідомляє, що його мати була відьмою, яка не повідомила його батьку-маґлу про свої магічні здібності, поки вони не одружилися.
Між двома світами також існують невизначені фінансові відносини, оскільки можна обміняти гроші маґлів на гроші чарівників. У другій книзі показано, як це роблять батьки Герміони.

#### Політика стосунків чарівників і маґлів
У книзі «Гаррі Поттер і в'язень Азкабану» Гаррі пише есе про середньовічне спалення відьом, яке було названо причиною запровадження Міжнародного статуту таємниці чарівників, і чарівників, які ховаються від світу маґлів.
Це далі досліджується в інших романах і особливо детально висвітлюється в «Оповіданнях барда Бідля», де Альбус Дамблдор пише примітки після кожної історії, які часто стосуються стосунків чарівників і маґлів. Частина цих «спостережень» зазначає, як «Оповідання» були змінені всупереч антимаґлівським настроям, щоб видалити будь-які промаґлівські ідеї для чарівників, які не хотіли, щоб їхні діти стикалися з цими ідеями. Це включало Люціуса Мелфоя, який вимагав вилучити казки з навчальної програми Гоґвортсу.
«Фантастичні звірі та де їх шукати» показує, що різні чаклунські уряди в усьому світі можуть мати різний рівень стосунків із маґлами залежно від їх соціального та політичного клімату, і що ці стосунки можуть навіть змінюватися з часом, як і інша політична політика. У фільмі Ньют Скамандер описує американський чаклунський закон щодо маґлів як «досить відсталий» і далі пояснює, що американським чарівникам заборонено будь-які контакти чи стосунки з маґлами.

### Внутрішня політика
Дивіться також: Смертежер
Оскільки найважливіша здатність людини — магічні здібності — не залежить від статі, статева рівність є дуже розвиненою у Чарівному світі, і «битва статей» ніколи не ставала великою проблемою (наприклад, у командах з квідичу є як чоловіки, так і жінки-гравці — за винятком відомого прикладу, Holyhead Harpies, яка є виключно жіночою командою).
Найбільш очевидним прикладом упередженого ставлення до чарівників є давня зневага, навіть геноцидна ненависть до маґлів, чарівників і відьом маґлівського походження (маґлонароджених, напівкровок) серед певних чарівників. Це призвело до євгенічної філософії серед деяких старших чаклунських сімей, що призвело до практики «чистокровних» шлюбів, що піддало багатьох із них (наприклад, родину Гонтів) ризику психічної нестабільності.
Інша внутрішня напруга включає рабство ельфів-домовиків і підозру або зневагу до деяких видів майже людського інтелекту («істот» мовою чарівників). Волдеморт і його союзники часто використовують ці розбіжності, щоб залучити до своєї справи нелюдських магічних істот, зокрема перевертнів і велетнів.

#### Міжнародні відносини
Магічні уряди світу певною мірою об'єднані в Міжнародну конфедерацію чарівників. Ця організація має багато обов'язків, здебільшого за дотримання Міжнародного статуту чарівної таємниці.
Є посилання на Департамент міжнародної магічної співпраці Міністерства магії та різні міжнародні організації, такі як Міжнародний орган стандартів магічної торгівлі, Міжнародний магічний офіс права, Міжнародна конфедерація чарівників і Міжнародна асоціація квідичу.
Як зазначено в зображенні Чемпіонату світу з квідичу в «Кубку вогню», ірландські та болгарські чарівники (і, ймовірно, також з інших країн) можуть відчувати сильну національну гордість і сильно прагнути перемоги своєї країни — навіть якщо ірландці та болгари маґли, які становлять більшість населення двох країн, не знають, що Чемпіонат відбувається.
У книгах не йдеться про ступінь, до якого війни та напруженість між маґлівськими урядами (наприклад, світові війни чи холодна війна) впливають на відносини між відповідними чарівними урядами. Проте Роулінг рішуче натякнула, що поява темного чарівника Геллерта Ґріндельвальда та його поразка від Дамблдора в 1945 році були пов'язані з підйомом і падінням нацистської Німеччини.

## Освіта
Основна стаття: Гоґвортс

### До Гоґвортсу
Здається, офіційного попередника магічної освіти немає; мабуть, батьки-чарівники навчають своїх дітей базовим немагічним темам, таким як грамотність і арифметика. Однак маглонароджені чарівники (або виховані маглами) отримують звичайну маглівську початкову освіту перед вступом до Гоґвортсу, що можна розглядати як когнітивну перевагу або недолік. У британському чарівному світі також немає законів про обов'язкову освіту. Батьки можуть продовжувати вчити своїх дітей вдома, відправляти їх до Гоґвортсу чи відправляти за кордон до інших шкіл чарівників. Однак за часів влади Волдеморта, відвідування Гоґвортсу було обов'язковим, щоб його послідовники могли мати повний контроль над чарівною молоддю.

### Після Гоґвортсу
Після завершення освіти в Гоґвортсі не існує стандартної вищої освіти та немає відомих університетів чарівників. Успішні учні Гоґвортсу вважаються готовими працювати як дорослі, хоча деякі чаклунські професії вимагають спеціальних, багаторічних навчальних програм після закінчення Гоґвортсу. До них відносяться професії Аврора і Цілителя (лікар-чарівник). Іноді молодь подорожує світом, щоб «поспостерігати за іноземними відьмами та чарівниками» після закінчення школи, щоб завершити свою освіту. У «Реліквіях смерті» Ельфіас Додж описує, як його плани подорожувати світом зі своїм другом Дамблдором були порушені через смерть матері останнього. Так само й професор Квірел взяв відпустку, щоб набути особистого досвіду після видатної академічної кар'єри.

### Управління магічних іспитів
Магічна екзаменаційна комісія — це організація, яка відповідає за перевірку студентів п'ятих і сьомих років, які складають іспити СОВ і НОЧІ. Вони стосуються маглівського світу GCSE та іспитів A-Level в англійських, валлійських і північноірландських школах (National 5 і Higher у шотландських школах) у Великобританії.

### СОВИ
Звичайні рівні чарівництва (OWL) — це іспити з магії, які складаються на п'ятому курсі. СОВ впливають на те, на яку посаду відьма чи чарівник має право після школи, і їх очолює Управління іспитів з чаклунства (див. вище).